# Gregorio Agnini
Gregorio Agnini (Finale Emilia, 27 settembre 1856 – Roma, 5 ottobre 1945) è stato un politico e imprenditore italiano.

## Biografia
Figlio di Tommaso Agnini, di remote ascendenze napoletane, ed Elisabetta Kostner. La sorella Elisa fu un'attivista, pioniera del movimento femminista in Italia.
Compì gli studi superiori a Genova, entrando in contatto con ambienti mazziniani e garibaldini. Al rientro nella cittadina natia nel 1880, iniziò a spendersi per cercare di migliorare la condizione dei lavoratori agricoli ed industriali della zona, arrivando a fondare nel 1886 l'Associazione degli Operai Braccianti di Finale. Fu poi, sin dal 1887, arrestato e condannato diverse volte per motivi politici, prima di essere eletto alla Camera dei deputati nel 1891. Nel suo mandato parlamentare si concentrò su alcuni interventi in favore degli agricoltori, dall'abolizione del dazio sul grano alle bonifiche agrarie (ad esempio quella di Burana), e per gli operai, per i quali cercò di ottenere un miglioramento delle condizioni di vita. Fra le sue battaglie il sostegno alle cooperative perché queste ottenessero appalti pubblici e la realizzazione della ferrovia nel Modenese e nella Valle Padana.
Nel 1892 al Congresso di Genova fu tra i fondatori del Partito Socialista. Nello stesso anno visitò la Lomellina e il basso Piemonte dove le donne erano impiegate nella monda del riso; grazie alla sua azione, rivolta principalmente contro il caporalato, riuscì ad ottenere notevoli miglioramenti nel trattamento delle lavoratrici, quali l'aumento del salario, la separazione dei sessi nei dormitori e la riduzione degli orari e dei ritmi di lavoro.
All'inizio del 1893, a seguito dello scandalo della Banca Romana, propose di avviare un'inchiesta parlamentare, ma la maggioranza (197 voti contro 91) appoggiò la mozione governativa per un rinvio.
Nel 1907 Agnini diresse il comitato di agitazione di un grande sciopero di braccianti nella zona di Argenta, i quali chiedevano che fossero distribuite loro le terre lasciate improduttive dai grandi proprietari. Contribuì a tenere a freno le istanze più violente dei sindacalisti, che premevano perché gli scioperanti si dessero a veri e propri atti di distruzione delle proprietà padronali, e a far fallire le azioni di crumiraggio promosse dai padroni che si erano rivolti a lavoratori polesani trasportati in treno fino ad Argenta.
Quando nel 1912 Leonida Bissolati ed i suoi seguaci furono espulsi dal PSI, Agnini prese il suo posto nell'ufficio di presidenza dell'Internazionale Socialista e in tale veste si oppose alla prima guerra mondiale, nella quale peraltro morì il figlio Rino, tenente dell'aviazione.
Nel maggio del 1920 appoggiò la decisione dei socialisti modenesi che, suggestionati dalla Rivoluzione d'ottobre, volevano creare soviet e consigli di fabbrica in ogni azienda, ma mise in guardia sull'indisciplina che osservava crescere nella sua parte politica. Il 14 dicembre 1920 fu aggredito a Modena mentre passava davanti al Caffè Nazionale, luogo di ritrovo delle classi agiate e conservatrici della città.
Rieletto per dieci legislature consecutive (anche nel 1924, in cui fu l'unico deputato socialista del Modenese), partecipò alla secessione dell'Aventino e, come gli altri deputati che vi presero parte, fu dichiarato decaduto il 9 novembre 1926. Interruppe ogni attività politica fino alla caduta della Repubblica Sociale Italiana, quando per breve tempo venne nominato presidente dell'amministrazione provinciale di Modena, prima di essere chiamato a presiedere, come membro più anziano, la prima seduta della Consulta Nazionale, il 25 settembre 1945. In tale sede, con profonda commozione, pronunciò un discorso vaticinando per primo l'avvento della Repubblica. Poco dopo, il 5 ottobre, morì a 89 anni.

## Ricordo
Dal 1958 Gregorio Agnini è ricordato a Finale Emilia con un monumento dello scultore Ivo Soli. Gli sono intitolate strade a Modena e in molti paesi e città della provincia, tra cui Mirandola, Finale Emilia, Castelfranco Emilia, Carpi, Vignola.